# The Serenes
The Serenes was een Friese band, die begin jaren negentig een geluid produceerde dat te vergelijken was de muziek van bands als The Feelies en The Chills. Het enige constante lid van de groep was Theo de Jong. In 1995 maakte de band een doorstart onder de naam Slide waarna in 1997 een album werd uitgebracht onder de naam Simmer.

## Biografie

### Successen
The Serenes werd in 1988 in Joure opgericht door gitaristen Theo de Jong en Paul Dokter (ex Toylets). De band werd gecompleteerd door bassist Ale Bosma en drummer Joan Hooghiemstra. Na de debuutsingle Rebecca (You're gonna be allright) verscheen in 1990 het album Barefoot and pregnant dat werd uitgebracht door het kleine Integrity Records. De plaat, in het geheel geschreven door het duo De Jong en Dokter, had een melancholiek geluid, mede door de toevoeging van cello aan diverse nummers. Barefoot and pregnant werd goed ontvangen en kwam onder meer terecht in in de OOR Top-10 van het jaar. Het album bevatte tien nummers, waarvan ook Abiding place als single werd uitgebracht. In 1991 kreeg de band een Edison voor het album in de categorie Pop Nationaal.
Hierna werd het snel stil rond de band, die verschillende bezettingswisselingen onderging. Zo werd bassist Bosma vervangen door Pyter Kuipers en stapte gitarist Dokter uit de band. Wel tekende The Serenes een contract bij BMG Ariola, dat de band de mogelijkheid gaf om voor hun tweede album de Amerikaanse producer Lou Giordano te strikken, die bekendheid verwierf als producer van onder andere Hüsker Dü en Mission of Burma.
In 1993 verscheen het tweede album Back to wonder, waarop het overgebleven drietal zich onder andere liet bijstaan door toetsenist Rob Van Zandvoort van Jack Of Hearts. Kort na de release van het tweede album stapte drummer Hooghiemstra uit de band, die vervolgens werd aangevuld met gitarist Jacob Veenstra en drummer Thom de Jager van de band Pear. In deze samenstelling stond The Serenes op het Boudewijn de Groot tributealbum Als de rook om je hoofd is verdwenen uit 1994 (naar De Groots gelijknamige single), met Wat de dei socht, haw ik socht, een Friestalige versie van het nummer Wat geweest is, is geweest, dat oorspronkelijk op het album Hoe sterk is de eenzame fietser (1973) stond. Kort hierop besloot De Jong de naam The Serenes aan de wilgen te hangen.

### Doorstarts als Slide en Simmer
In 1995 verliet de band BMG Ariola en ging zij, in dezelfde bezetting, door onder de naam Slide, waarbij De Jager ging optreden als schrijfpartner voor De Jong. De muzikale stijl werd wel aangescherpt met een iets rauwer geluid. In 1995 bracht de band, evenals onder andere Daryll-Ann, Caesar en Johan (onder de naam Visions Of Johanna), een vinylsingle uit op het Amsterdamse label Nothing sucks like Electrolux, dat later Excelsior Recordings zou worden. Kort hierop veranderden zij hun naam in Simmer.
Als Simmer bracht de band in 1997 het album Mothertongue uit op Excelsior Recordings. Vervolgens ging Simmer op tournee en deed hierbij onder andere Lowlands aan. Aan het eind van het jaar ging de band echter uit elkaar.

### Hernieuwde belangstelling
Met het verstrijken van de jaren kreeg het werk van The Serenes steeds meer waardering. In 2000 plaatste OOR in haar lijst van beste Nederlandse albums van 1990 tot 2000 Barefoot and pregnant op de elfde plaats.
In 2013 bracht Excelsior Recordings via hun Re.-label de plaat Barefoot and pregnant opnieuw uit op vinylalbum en cd. De heruitgave werd vergezeld met een extra schijf met demo-materiaal, onder de naam The blurred, concealed and declined Songs of the Serenes. Op het festival Welcome to the Village, in Leeuwarden, werd 27 juli het volledige album integraal opgevoerd door de band William Seen’s Transport Music, die werd bijgestaan door onder andere Anne Soldaat, Jelle Paulusma, Maurits van Westerik en Jacob de Greeuw. Naar aanleiding van de hernieuwde belangstelling produceerde de NPO in Fryslân DOK de documentaire De mythe fan The Serenes waarin ook beelden van dit optreden te zien waren.
Op 24 juli 2020 werd Barefoot and pregnant opnieuw uitgebracht, ditmaal op blauw gekleurd dubbel vinyl. Twee weken later, op 7 augustus, overleed Paul Dokter op 59-jarige leeftijd geheel onverwacht aan een hartaanval.

## Discografie

### Albums
- Barefoot and pregnant (Integrity, 1990)
- Back to wonder (BMG Ariola, 1993)
- Barefoot and pregnant (Re., 2013; heruitgave met bonusmateriaal)

### Singles
- Abiding place (Integrity, 1990)
- Rebecca (you're gonna be alright) (Integrity, 1990)
- Every sunday (BMG Ariola, 1993)
- Here (BMG Ariola, 1993)
- Feel me (BMG Ariola, 1994)

### Aanverwante discografie

#### Slide
- Slide - One good reason (Nothing sucks like Electrolux, 1995; vinylsingle)

#### Simmer
- Simmer - Mothertongue (Excelsior Recordings, 1997; cd-album)
- Simmer - Slumber away (Excelsior Recordings, 1997; cd-single)